# Джура, Александру
Алекса́ндру Джу́ра (рум. Alexandru Giura; 11 февраля 1957) — румынский гребец-байдарочник, выступал за сборную Румынии в конце 1970-х годов. Участник летних Олимпийских игр в Москве, серебряный призёр чемпионата мира, победитель многих регат национального и международного значения.

## Биография
Александру Джура родился 11 февраля 1957 года.
Первого серьёзного успеха на взрослом международном уровне добился в 1978 году, когда попал в основной состав румынской национальной сборной и побывал на чемпионате мира в югославском Белграде, откуда привёз награду серебряного достоинства, выигранную в зачёте четырёхместных байдарок на дистанции 1000 метров — при этом его партнёрами были гребцы Никушор Ешану, Йон Бырлэдяну и Михай Зафиу. Золото в той гонке получил экипаж из ГДР.
Благодаря череде удачных выступлений Джура удостоился права защищать честь страны на летних Олимпийских играх 1980 года в Москве — стартовал здесь сразу в двух дисциплинах: в паре с Йоном Бырлэдяну показал шестой результат на пятистах метрах, тогда как вместе с Николае Цику на тысяче метрах финишировал в решающем заезде четвёртым, немного не дотянув до призовых позиций. Вскоре по окончании московской Олимпиады принял решение завершить спортивную карьеру, уступив место в сборной молодым румынским гребцам.